# Exsikkator (Chemie)

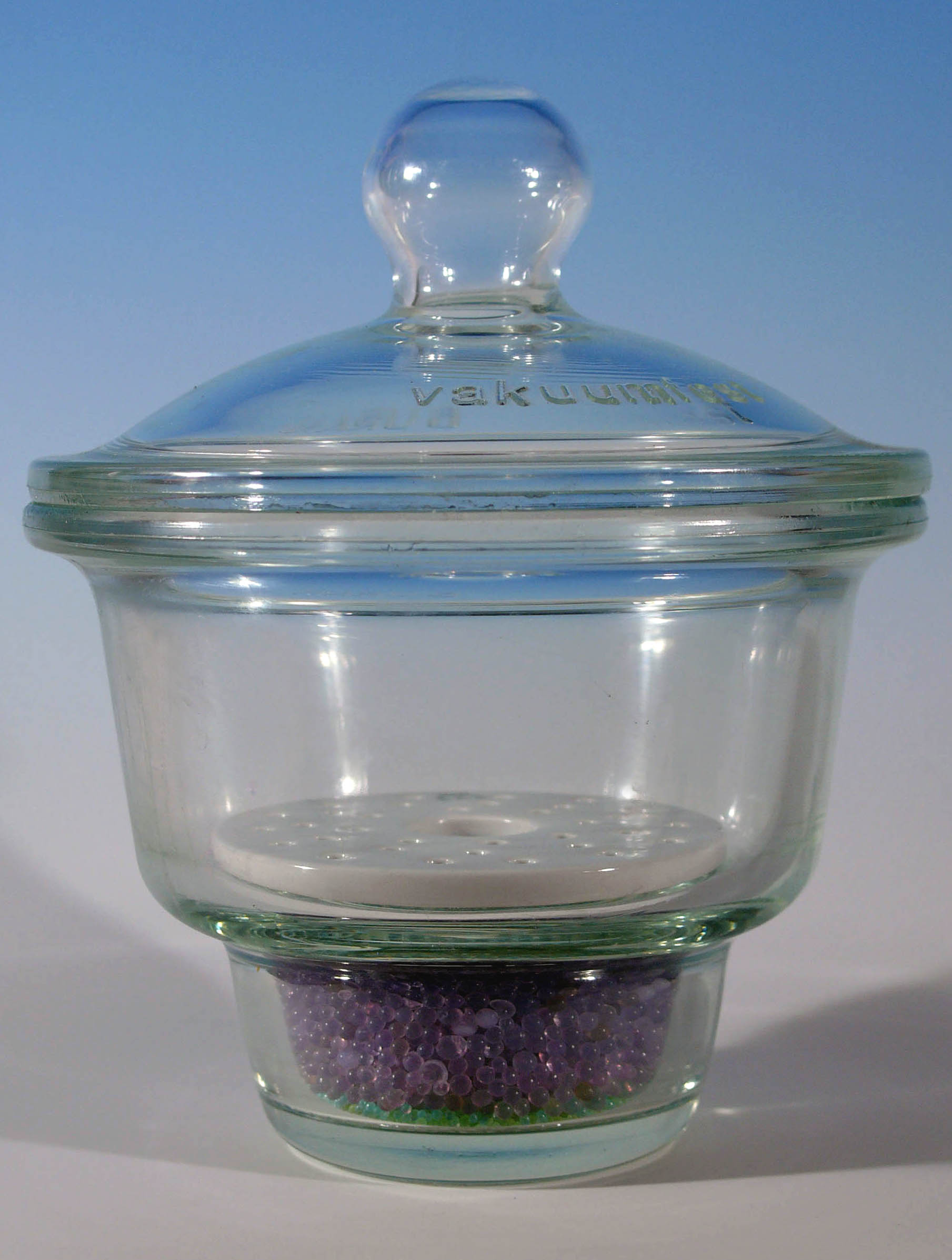
Exsikkator mit weißer Siebplatte aus Keramik und dem nicht mehr ganz trockenem Trocknungsmittel Blaugel (unten).

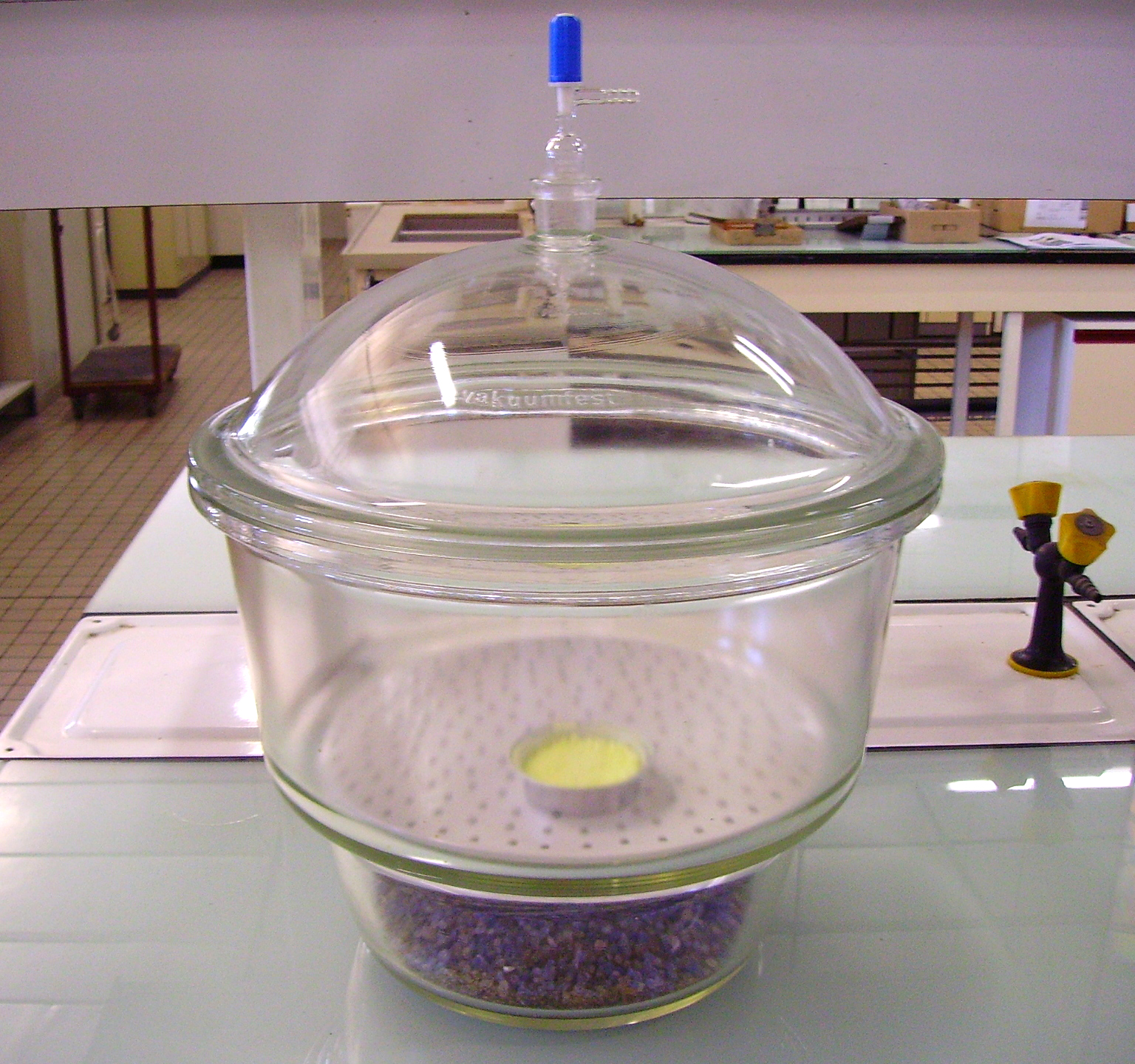
Vakuumexsikkator mit einem Anschluss zum Evakuieren im Deckel.

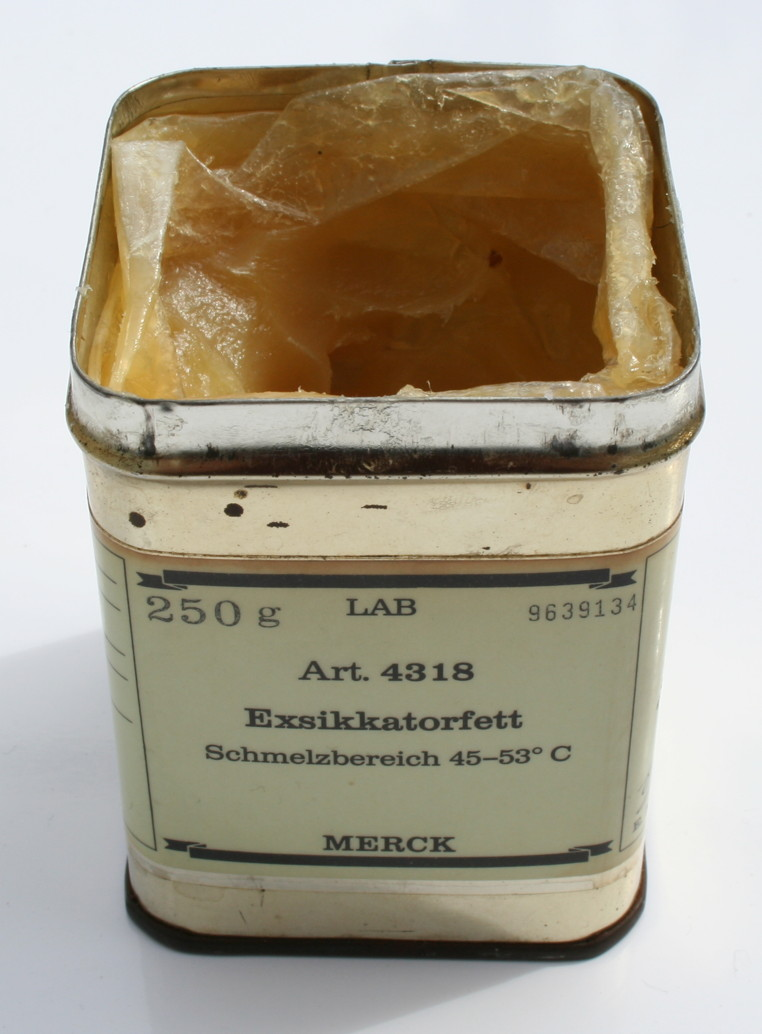
Exsikkatorfett wird benutzt, um den Schliff zwischen dem Deckel und dem Unterteil des Exsikkators abzudichten und bewegbar zu halten.

Ein Exsikkator (auch: Exsiccator oder Desiccator, von lat. exsiccare: austrocknen) ist ein chemisches Laborgerät, das hauptsächlich zur Trocknung fester chemischer Stoffe und zur Aufbewahrung feuchtigkeitsempfindlicher Stoffe in der analytischen und präparativen Chemie Verwendung findet.

## Aufbau und Funktion

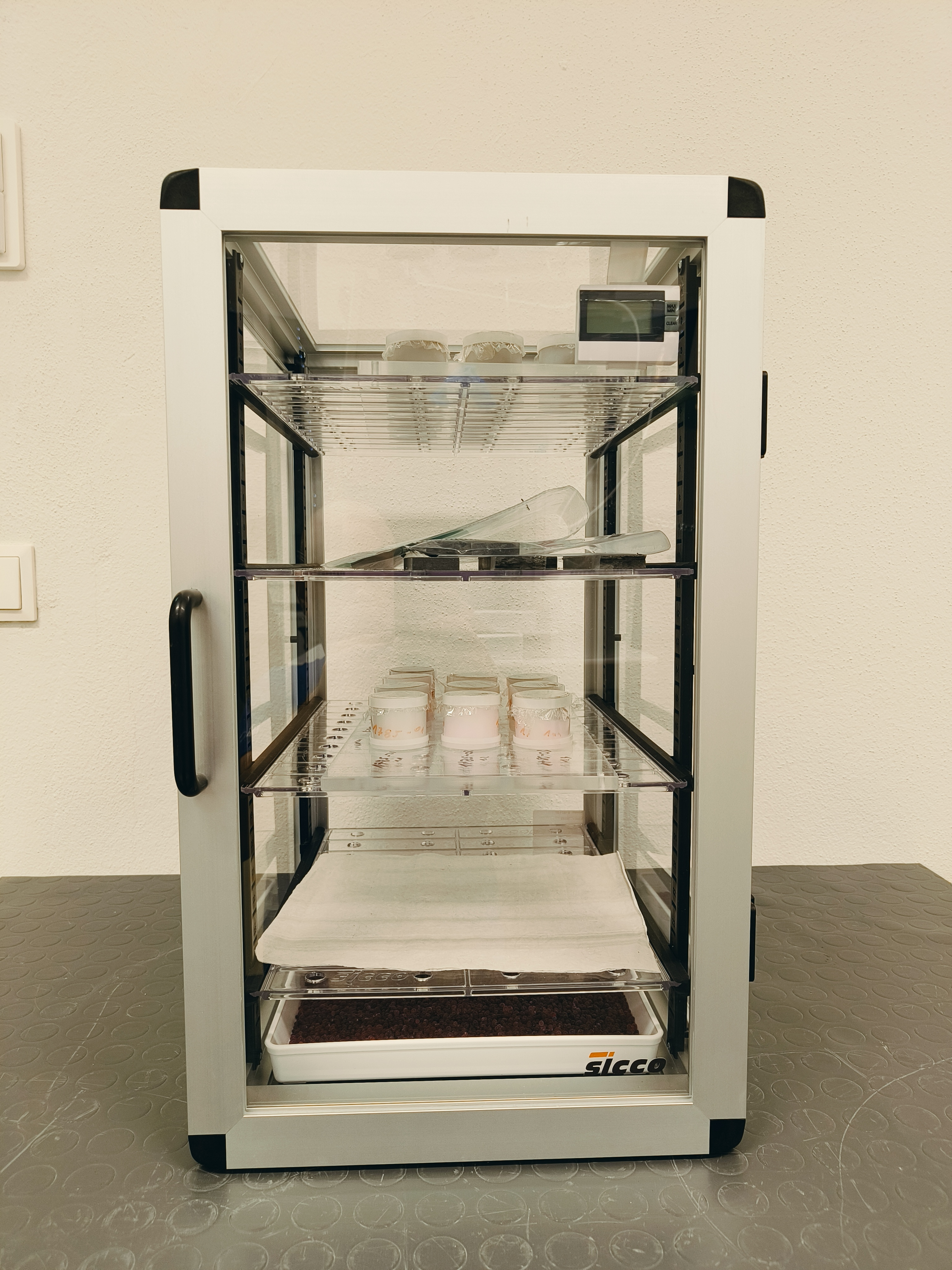
Exsikkator in Kastenform

Bei einem Exsikkator handelt es sich um ein meist aus dickwandigem Glas (oder seltener Kunststoff) gefertigtes Gefäß, welches durch einen mit Planschliff versehenen Deckel luftdicht verschlossen wird. Um einen dichten Verschluss zu gewährleisten, wird der Schliff gewöhnlich mit einer kleinen Menge Schlifffett belegt. Der untere Teil des Exsikkators wird durch eine Keramik- oder Kunststoffplatte (Siebplatte) abgetrennt vom darunterliegenden Teil, der das Trocknungsmittel enthält. Auf der Siebplatte steht ein offenes Gefäß (Uhrglasschale, Kristallisierschale, Becherglas o. ä.) mit dem zu trocknenden Gut. Neben diesem klassischen Exsikkator nach Scheibler existieren diverse andere Bauarten (z. B. kastenartig), die aber nicht für den Betrieb mit Vakuum geeignet sind. Für lichtempfindliche Stoffe werden Exsikkatoren auch aus getöntem Glas oder Kunststoff angeboten.

## Prinzip
Das Trocknungsmittel im unteren Teil des Exsikkators nimmt bis zu seiner Sättigung Wasserdampf (oder andere Lösungsmitteldämpfe) aus der Atmosphäre auf. Handelt es sich dabei um Wasser, wird diese Eigenschaft als Hygroskopie bezeichnet.
Zwischen Trocknungsmittel und Atmosphäre (und zwischen Atmosphäre und zu trocknendem Stoff) stellt sich immer ein Gleichgewicht ein. Aufgrund dieser Gleichgewichtsreaktion ist prinzipiell kein Restgehalt an Wasser (oder Lösungsmittel) von Null erreichbar, sondern nur die jeweilige Gleichgewichtskonzentration, auch wenn die Kapazität des Trocknungsmittels (Aufnahmefähigkeit) ausreichend wäre, um sämtliches Wasser (oder Lösungsmittel) zu entziehen.
Der Partialdruck des Dampfes über dem Trocknungsmittel ist ein Maß für dessen Aktivität. Je niedriger der Restpartialdruck, desto höher die Trocknungsintensität und desto geringer die Restfeuchte. Die theoretisch erzielbare Restmenge an Wasser (oder Lösungsmittel) ist abhängig von der Menge (begrenzte Aufnahmekapazität) und der Art des Trocknungsmittels. Die Trocknungsgeschwindigkeit, also die Dauer bis zur Erreichung der theoretischen Gleichgewichtskonzentration, ist von weiteren Parametern abhängig. Neben der Korngröße und äußeren Oberfläche des Trocknungsmittels können Porengröße, Porenverteilung und die Desaktivierung der Oberfläche durch Bildung von Reaktionsprodukten die Geschwindigkeit deutlich beeinflussen. Um den Trockenvorgang zu beschleunigen, werden geeignete Exsikkatoren („Vakuumexsikkatoren“) gegebenenfalls evakuiert. Solche Exsikkatoren besitzen entweder in der Deckelmitte oder an der Seitenwand einen, mit einem Absperrhahn abschließbaren Anschluss zum Evakuieren. Durch das Anlegen eines Vakuums wird die Diffusion der Wasser- oder Lösemittelmoleküle aus dem zu trocknenden Gut in die Atmosphäre des Exsikkators beschleunigt und zusätzlich, solange die laufende Pumpe angeschlossen ist, Dämpfe kontinuierlich abgesaugt. Selten sind Exsikkatoren, die elektrisch beheizbar sind.
Gängige Trocknungsmittel sind Calciumchlorid, Phosphorpentoxid, Schwefelsäure oder Kieselgel; letzterem kann ein Feuchtigkeitsindikator beigefügt sein (Blaugel, Orangegel). Neben Wasser können in Abhängigkeit von der Wahl des Trocknungsmittels auch Reste anderer Lösungsmittel aufgenommen werden. Man unterscheidet regenerierbare (z. B. Silicagel) und nicht-regenerierbare Trocknungsmittel (z. B. Phosphorpentoxid, Schwefelsäure). Erstere können durch Lagerung bei erhöhter Temperatur und gegebenenfalls Vakuum selbst getrocknet und demnach wiederverwendet werden, während letztere die Feuchtigkeit irreversibel aufnehmen. Es ist zu beachten, dass regenerierbare Trocknungsmittel unterhalb einer gewissen Luftfeuchtigkeit genauso viel Lösungsmittel abgeben wie sie aufnehmen, wodurch mit ihnen keine vollständig trockene Atmosphäre erreicht werden kann.

## Anwendung
Das Trocknungsmittel (im unteren Teil des Exsikkators) nimmt bis zu seiner Sättigung Wasserdampf aus der Atmosphäre auf. Um die Entnahme des Trocknungsmittels zur Regeneration oder zum Austausch zu erleichtern bzw. um eine Verunreinigung des Exsikkators zu vermeiden, empfiehlt es sich das Trocknungsmittel nicht direkt einzufüllen, sondern es in einem eigenen, offenen Gefäß (z. B. einer Kristallisierschale) vorzulegen.
Die beiden Hälften des evakuierten Exsikkators pressen sich, insbesondere beim Anlegen eines Vakuums, mit hoher Kraft zusammen. Das Exsikkatorfett wird dabei vollflächig über die gesamte Schlifffläche breitgequetscht. Entsprechend hoch sind die beim Öffnen zu überwindenden Adhäsionskräfte. Zum Öffnen ist der Exsikkator ggf. zu belüften und der Deckel zur Seite zu schieben, wobei auf ein plötzliches Abgleiten geachtet werden muss. Lässt sich ein Exsikkator alleine nicht öffnen, kann versucht werden den Deckel zur Seite zu schieben, während eine zweite Person den Exsikkator festhält. Weitere Möglichkeiten sind vorsichtiges Erwärmen (z. B. mit einem Haartrockner) oder das Klopfen mit einem Holzstiel. Wenn der Deckel trotzdem nicht geöffnet werden kann, dann kann als Hilfsmittel ein Exsikkatoröffner genutzt werden. Über ein Zugseil am Deckelknopf wird dabei mit Hebelkraft der Deckel verschoben.

Exsikkatoren können auch zur Tränkung und Imprägnierung von porösen Körpern verwendet werden. Für diese Anwendung wird im ersten Schritt der Probekörper im Vakuumexsikkator von darin enthaltenen Gasen befreit. Im zweiten Schritt wird, ohne das Vakuum zu unterbrechen, Flüssigkeit in das Innere des Exsikkators geleitet bis der Körper komplett untertaucht. Dabei werden die Poren des Körpers vollständig mit der Flüssigkeit gefüllt. Diese Methode wird beispielsweise für die Ermittlung der offenen Porosität (ÖNORM B 2116-2) oder zur Imprägnierung von Holzprüfkörpern nach DIN EN 113 bzw. bei der Auswaschung derselben nach DIN EN 84 verwendet. Eine weitere Anwendung besteht in der Lagerung von Proben bei konstanter Luftfeuchtigkeit. Dazu wird der untere Teil des Exsikkators mit einer gesättigten Salzlösung gefüllt. Darüber stellt sich dann je nach verwendetem Salz und Temperatur ein bestimmter Wasserdampfpartialdruck ein. Mit diesem Verfahren ist es möglich, Proben, die je nach Luftfeuchtigkeit durch Wasserabsorption ein variables Gewicht aufweisen, zum Wägen in einen definierten und vergleichbaren Zustand zu versetzen.

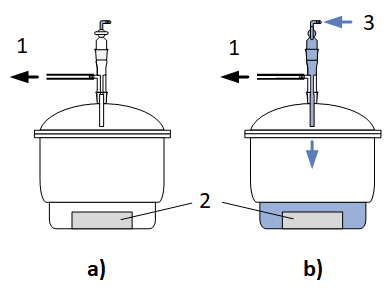
Exsikkator zur Imprägnierung und Tränkung. a.) Schritt 1: Entfernung der Gase aus den Poren des Körpers. b.) Schritt 2. Tränken des Körpers (hier mit Wasser) unter aufrechtem Vakuum (Anschluss Vakuumpumpe (1), Probekörper (2), Wasserzufuhr (3))

Auch die Lagerung von Proben oder Werkstücken unter Schutzgas ist in einem Exsikkator möglich.

## Sicherheitshinweise
Fabrikneue Vakuumexsikkatoren sollten bei der erstmaligen Evakuierung mit einem Tuch oder einem Drahtkäfig umhüllt werden, da durch Fertigungsfehler oder Spannungen im Glas Implosion eintreten kann. Wegen der Implosionsgefahr dürfen evakuierte Exsikkatoren nicht transportiert werden. Sie sollten stets auf einer weichen Unterlage unter einer Schutzhaube aus Drahtnetz stehen. Höhere Sicherheit bieten Exsikkatoren mit einer Beschichtung des Glases (z. B. aus PVC) als Implosionsschutz. Auch vom Trocknungsmittel selbst können Gefahren ausgehen. Im chemischen Labor werden für spezielle Anwendungen manchmal Phosphorpentoxid (ätzend), wasserfreie Schwefelsäure (ätzend) oder Magnesiumperchlorat (explosiv bei Kontakt mit organischen Stoffen) verwendet. Das früher weit verbreitete Blaugel (Kieselgel mit Cobaltchlorid-Indikator) sollte wegen der karzinogenen Eigenschaften von Cobalt-Verbindungen durch ungefährliche Varianten (z. B. Orangegel) ersetzt werden.